# Bernard III de Besalú
Bernard III (en catalan Bernat) est le dernier comte de Besalú, suzerain de la vicomté de Fenouillèdes, du Vallespir, du Peyrapertusès, du Berguedà et du Ripollès de 1066 à 1111, ses possessions étant ensuite incorporées au comté de Barcelone.
À la mort de son père Guillem Ier en 1052, son frère aîné Guillem II hérite seul du comté. Il récupère une partie de son héritage avec l'aide du comte de Barcelone et d'une faction nobiliaire, puis règne enfin seul à la mort de Guillem II en 1066.
Il meurt sans descendance en 1111.

## Biographie
En s'appuyant sur Bernard, fils puîné et sans héritage de Guillem Ier, le comte de Barcelone constitue une faction favorable dans le comté de Besalú. Il est considéré comme le seigneur supérieur (senior) des comtes de Besalú depuis le règne de Guillem II. Aussi à partir de 1066, la politique du comté semble dépendante de celle de Raimond-Bérenger III de Barcelone.
En 1078, il place les abbayes de Sant Pere de Camprodon et Saint-Paul-de-Fenouillet sous la dépendance de l'abbaye Saint-Pierre de Moissac. 
A une date indéterminée avant 1087, la suzeraineté des comtes de Besalú sur le Fenouillèdes, le Perapertusès et une partie du Razès est inféodée au comte de Cerdagne Guillaume-Raymond.
Bernard III épouse en 1107 Chimène de Barcelone, une fille du comte de Barcelone, qui lui apporte le comté d'Osona en dot. Les comtes de Besalú et de Barcelone se sont accordés pour établir la succession mutuelle de leurs comtés au cas où l'un d'eux mourrait sans descendance. 

## Intégration de l'héritage de Besalú à Barcelone
En 1111, à la mort de Bernard III, sans enfant, tous les domaines passent comme prévu à son beau-frère, Raimond-Bérenger III. Le comte de Cerdagne, Bernard Guillaume, vassal du comte de Besalú, réclame cependant la reconnaissance de ses droits sur le comté. Finalement, il renonce à ses droits en échange d'une compensation financière. 
En 1112, Raimond-Bérenger III, afin de s'attacher son demi-frère, le vicomte de Narbonne Aymeri II, dans son combat contre le vicomte de Carcassonne Bernard Aton, lui cède le Fenouillet et le Peyrepertusès, tout en y conservant sa suzeraineté. Le reste du comté de Besalú est alors définitivement uni au comté de Barcelone.